# Chokukan Night: Pro Yakyu King 2
Chōkūkan Night Pro Yakyū King 2 (超空間ナイター　プロ野球キング2) és un videojoc de beisbol per la Nintendo 64. Va ser publicat només al Japó el 1999 i és la segona part del joc de Chōkūkan Night Pro Yakyū King.